# Мбау
Мбау (фидж. Bau) — один из островов архипелага Фиджи. Административно входит в состав провинции Таилеву.

## География
Остров Мбау расположен у восточного побережья главного острова Фиджи, Вити-Леву, в южной части Тихого океана, и является частью островной группы Вити-Леву. Омывается водами моря Коро. Площадь острова составляет всего 0,08 км².
Мбау покрыт густым тропическим лесом. Из растительности преобладают кокосовые пальмы. Климат на острове влажный тропический. Подвержен негативному воздействию циклонов.

## История
Несмотря на свои небольшие размеры, Мбау играет важную историческую и политическую роль в жизни Фиджи: значительная часть политических лидеров страны являются выходцами с этого острова. В начале XIX века, благодаря помощи со стороны шведского моряка и искателя приключений Карла Свенссона и его сообщников, верховный вождь Мбау, Науливоу, и его брат Таноа Висаванга получили в распоряжение огнестрельное оружие, при помощи которого они смогли распространить свою власть на западные острова Фиджи. Среди европейцев остров получил известность благодаря существовавшей на нём традиции каннибализма. Например, в 1839 году после сражения у Верата на острове Вити-Леву местный вождь Такомбау и его отец Таноа Висаванга подарили союзным вождям в гастрономических целях тела 260 мужчин, женщин и детей. Через 18 лет после этого события вождь Такомбау принял христианство (1857) и запретил повсеместно на Фиджи, в том числе на Мбау, людоедство. При нём же на островах Фиджи появилась первая христианская церковь. В 1867 году Такомбау был признан европейскими торговцами и плантаторами, которые желали установления на островах Фиджи центрального правительства и защиты их интересов, монархом островов.
В 1827 году на острове побывал французский путешественник Дюмон-Дюрвиль, который встретился с местным вождём Таноа.

## Население
Мбау является столицей Конфедерации Кубуна, а также административным центром провинции Таилеву. На острове расположено три населённых пункта: Мбау, Ласакау и Сосо. Число жителей — около 300 человек (1996).